# Хаус (Штајерска)
Хаус им Енстал тржишна општина је у Аустрији у покрајини Штајерској. Представља важно место на реци Енс, такође је и познати скијашки центар. Има 115 km стаза за скијање и 52 ски лифта.